# Acroporium savesianum
Acroporium savesianum är en bladmossart som beskrevs av Pierre Tixier 1986. Acroporium savesianum ingår i släktet Acroporium och familjen Sematophyllaceae. Inga underarter finns listade i Catalogue of Life.